# Anja Mittag
Anja Mittag   (Chemnitz, 16 de maig de 1985) és una jugadora de futbol alemanya, que juga com a davantera. Té 140 internacionalitats i 46 gols per Alemanya, amb la qual ha guanyat un Mundial, un bronze olímpic i tres Eurocopes.
Al novembre del 2015 va superar amb 49 gols a Conny Pohlers com la màxima golejadora històrica de la Lliga de Campions, que ha guanyat dues vegades amb el Turbine Potsdam. Amb el FC Rosengard ha sigut màxima golejadora de la Damallsvenskan al 2012 i 2014.

## Trajectòria
| Temporades         | Club                                   | Títols                                      | Selecció (fases finals)                                                                             |
| ------------------ | -------------------------------------- | ------------------------------------------- | --------------------------------------------------------------------------------------------------- |
| 2000 - 2002        | Erzgebirge Aue                         |                                             | EC s19 2002 (C)                                                                                     |
| 02/03 - 10/11 2006 | Turbine Potsdam QBIK Karlstad (cessió) | 2 Lligues de Campions, 5 Lligues, 3 Copes 0 | EC s19 2004 (SC), CM s20 2004 (C), EC 2005 (C), CM 2007 (C) JO 2008 (3r), EC 2009 (C), CM 2011 (QF) |
| 2012 - 2015        | FC Rosengard                           | 2 Lligues, 2 Supercopes                     | EC 2013 (C), CM 2015 (4t)                                                                           |
| 15/16 - act.       | Paris Saint-Germain                    |                                             | |